# 道の駅上平
道の駅上平（みちのえき かみたいら）は、富山県南砺市西赤尾町にある国道156号の道の駅である。愛称はささら館（ささらかん）。

## 施設
- 駐車場
  - 普通車：57台[5]
  - 大型車：10台[5]
  - 身障者用：2台[5]
- トイレ
  - 男：大 6器（4器）、小 14器（10器）
  - 女：12器（9器）
  - 身障者用：1器（1器）

※（）内は24時間利用可能
- レストラン（いずれも11:00 - 20:00）[5]
  - 旬菜工房 いわな（火曜日定休）
  - そば処 くるみ（木曜日定休）
- 物産店（売店、いずれも9:00 - 17:00）[5]
  - お土産 珍品堂（定休日なし）
  - お土産 まんさく（定休日なし）
- 観光案内所（9:00 - 16:00）[5]

### 管理団体
- 設置者：南砺市
- 指定管理者：上平観光開発株式会社[6][7]

## 休館日
- 年末年始[5]

## エリア放送
南砺市の地上一般放送であるなんとちゃんねるの地上一般放送局が設置されていた。
| 免許人 | 局名                       | 呼出符号     | 物理チャンネル | 周波数        | 空中線電力 | ERP  |
| ------ | -------------------------- | ------------ | -------------- | ------------- | ---------- | ---- |
| 南砺市 | 南砺市道の駅上平エリア放送 | JOXZ5AL-AREA | 50ch           | 695.142857MHz | 10mW       | 10mW |

## アクセス
- 国道156号 - 登録路線
  - 富山県道54号福光上平線
- E41東海北陸自動車道 五箇山ICより約3分。
- 高岡駅・新高岡駅・城端駅または白川郷（白川郷バスターミナル）より加越能バス「世界遺産バス」で「ささら館前」バス停下車[9]。

## 周辺
- 関西電力赤尾ダム・赤尾発電所
- 真背戸の滝

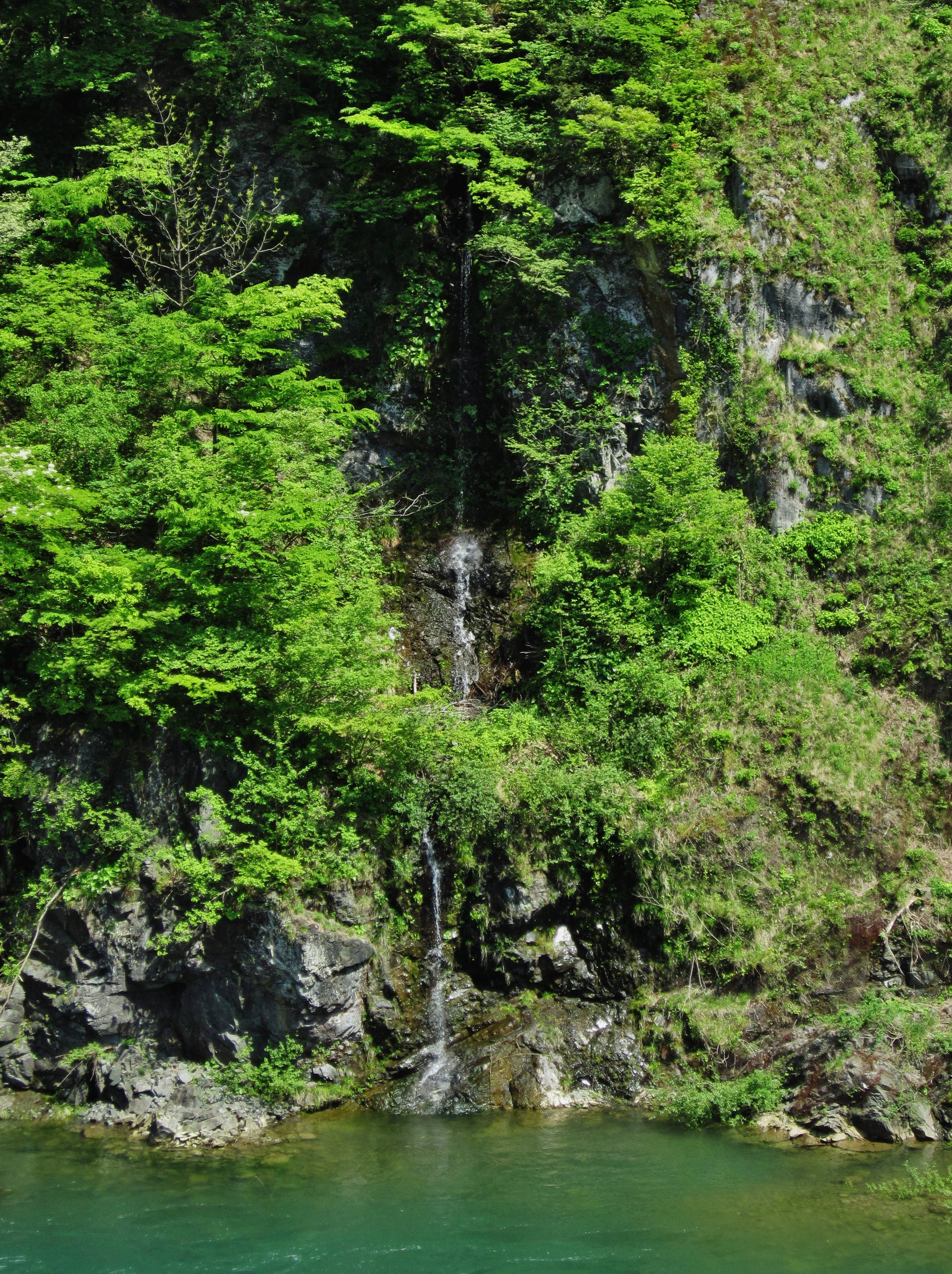
真背戸の滝

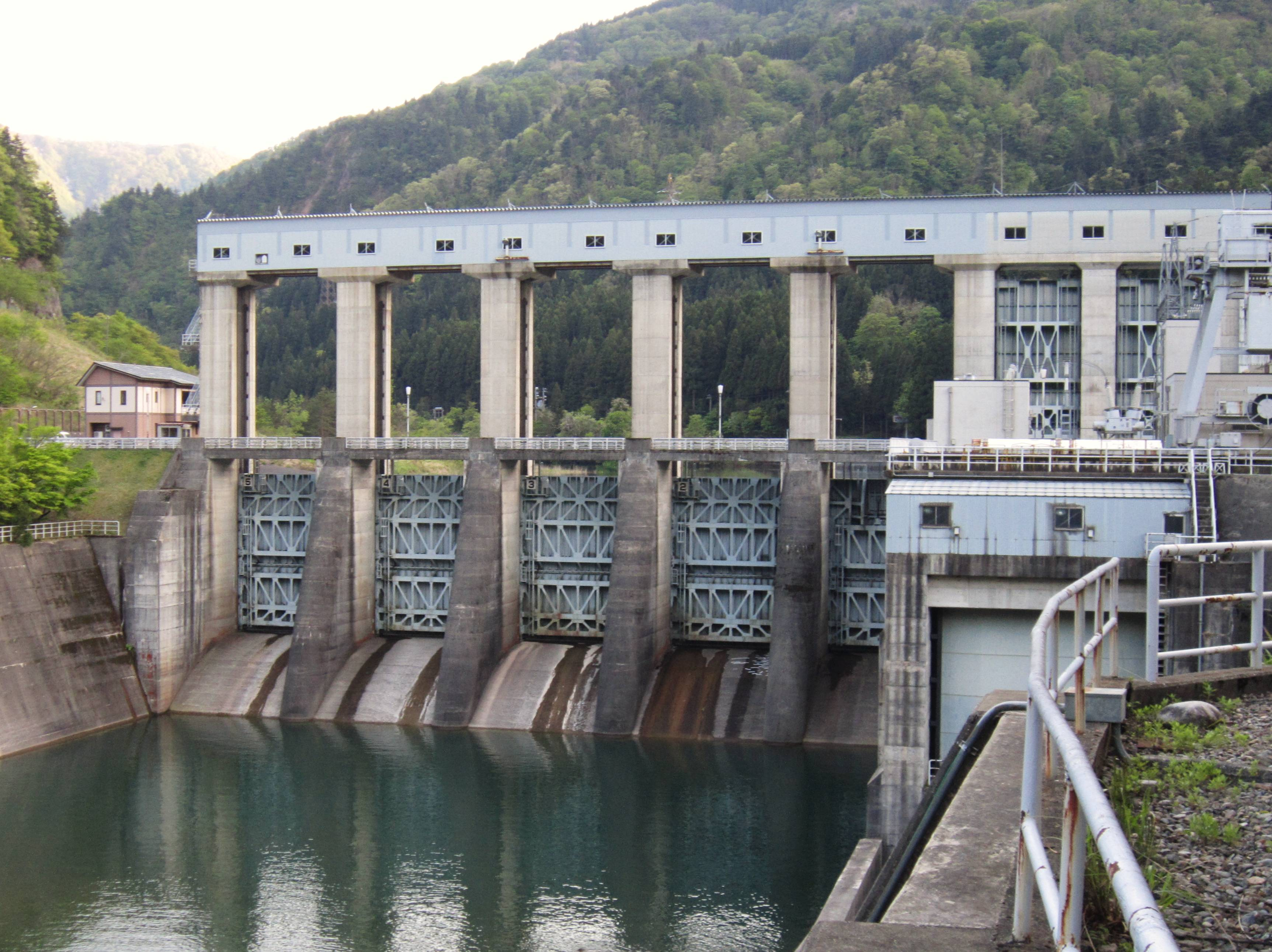
赤尾ダム

- タカンボースキー場 - 当駅と同じく上平観光開発が運営。
- 庄川
- 岩瀬家住宅（重要文化財）
- 白川郷・五箇山の合掌造り集落（世界遺産・国の史跡、越中五箇山菅沼集落）